# Jordan Romero
Jordan Romero (Redlands, 12 giugno 1996) è un alpinista statunitense.
Figlio di Paul Romero e Leigh Anne Drake, l'alpinista è noto per essere divenuto il 22 maggio 2010, a soli 13 anni, la più giovane persona ad aver scalato il monte Everest.

## Everest

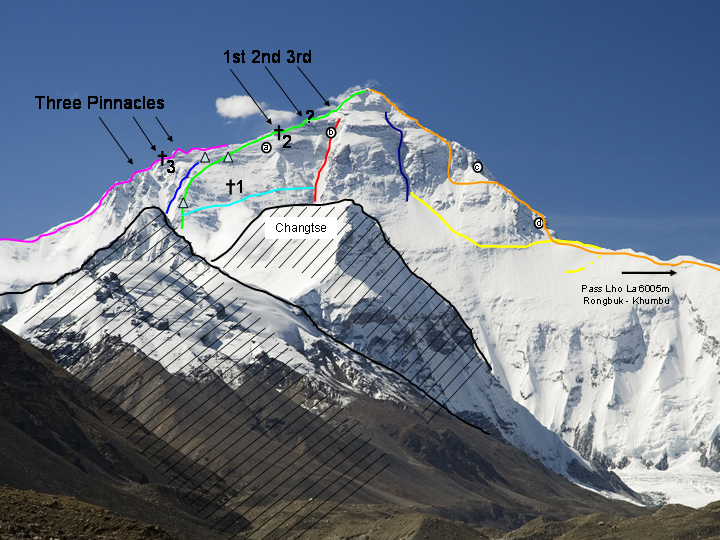
Everest: in verde il tracciato della cresta nord-est, il percorso utilizzato dalla spedizione di Jordan Romero per la salita.

Jordan Romero ha raggiunto la vetta dell'Everest il 22 maggio 2010 insieme al padre Paul, la compagna del padre Karen Lundgren e tre portatori sherpa, Ang Pasang Sherpa, Lama Dawa Sherpa e Lama Karma Sherpa. La salita è avvenuta lungo la cresta nord-est, sul versante cinese, ed è stata effettuata in stile himalayano e con utilizzo di bombole di ossigeno.

## Seven Summits
Nel dicembre 2011, a soli 15 anni, scalando il Monte Vinson è diventato anche il più giovane scalatore che abbia completato le Seven Summits, le sette montagne più alte per ciascuno dei continenti. Il record precedente apparteneva a George Atkinson, che nel maggio 2011 aveva completato la sfida a 16 anni.
| Anno           | Montagna          | Nazione     | Continente   | Altitudine (m) |
| -------------- | ----------------- | ----------- | ------------ | -------------- |
| Aprile 2006    | Kilimanjaro       | Tanzania    | Africa       | 5 892          |
| Luglio 2007    | Monte Elbrus      | Russia      | Europa       | 5 642          |
| Dicembre 2007  | Aconcagua         | Argentina   | Sud America  | 6 962          |
| Giugno 2008    | Denali            | Stati Uniti | Nord America | 6 194          |
| Settembre 2009 | Piramide Carstenz | Indonesia   | Oceania      | 4 884          |
| Maggio 2010    | Everest           | Nepal, Cina | Asia         | 8 848          |
| Dicembre 2011  | Monte Vinson      | Antartide   | Antartide    | 4 892          |